# Christine Gossé
Christine Gossé (* 26. Oktober 1964 in Offenburg) ist eine ehemalige französische Ruderin, die 1996 eine olympische Bronzemedaille gewann.

## Karriere
Christine Gossé belegte bei den Junioren-Weltmeisterschaften 1981 den vierten Platz im Doppelvierer, 1982 gewann sie die Silbermedaille in dieser Bootsklasse. Im Alter von 19 Jahren erreichte sie mit dem Doppelvierer das Finale bei den Olympischen Spielen 1984 und belegte den fünften Platz. Ebenfalls auf den fünften Platz fuhr der französische Doppelvierer bei den Weltmeisterschaften 1986. Bei ihrer zweiten Olympiateilnahme 1988 in Seoul belegte Gossé mit dem Doppelvierer den zehnten Platz.
1990 erreichte die 1,80 m große Ruderin den siebten Platz im Vierer ohne Steuerfrau bei den Weltmeisterschaften in Tasmanien. 1991 wechselte sie in den Zweier ohne Steuerfrau und belegte in dieser Bootsklasse den vierten Platz bei den Weltmeisterschaften in Wien. Bei den Olympischen Spielen 1992 erreichte sie zusammen mit Isabelle Daniou ebenfalls den vierten Platz. 
1993 rückte Hélène Cortin zu Christine Gossé in den Zweier, die beiden gewannen den Titel bei den Weltmeisterschaften 1993 und 1994. 1993 waren die Australierinnen Alison Davies und Victoria Toogood Zweite geworden, 1994 erhielten hinter dem rumänischen Zweier die Australierinnen Carmen Klomp-Wearne und Anna Ozolins die Bronzemedaille. Bei den Weltmeisterschaften 1995 siegten die Australierinnen Kate Slatter und Megan Still vor dem US-Zweier, dahinter gewann Christine Gossé mit Celine Cuisant-Garcia die Bronzemedaille. Slatter und Still siegten auch bei den Olympischen Spielen 1996 in Atlanta vor dem Boot aus den Vereinigten Staaten, Christine Gossé gewann zusammen mit Hélène Cortin die Bronzemedaille.